# 海洋男孩
《海洋男孩》（韓語：마린보이），又稱《水兵男孩》，是韩国在2009年拍摄的一部电影。

## 剧情介紹
天秀是一個很優秀的游泳選手，積欠了大量賭債，為了還債他遇到了姜社長，一個販毒的人，而海洋男孩便是一種人體販毒的工具，但這是非常危險的，不但可能被抓還可能會死在海裡，於是這場危險的賭注便開始了。

## 演員陣容
- 金剛 飾 天秀
- 曹在顯 飾 姜社長
- 朴詩妍 飾 侑利
- 李原種
- 嚴孝燮
- 吳代煥
- 趙尚勳
- 崔秀琳
- 劉智妍
- 朴秉恩

### 特別出演
- 吳光祿
- 崔政宇
- 白　龍